# Tatort: Wer nicht schweigt, muß sterben
Wer nicht schweigt, muß sterben ist ein Fernsehfilm aus der Kriminalreihe Tatort der ARD, des ORF und SRF. Der Film wurde vom MDR unter der Regie von Hans Werner produziert und am 10. März 1996 erstmals ausgestrahlt.
In dieser Dresdner Tatort-Folge geht es um die Lieferung Chemischer Waffen in den Nahen Osten und Loyalität.

## Handlung
Der angetrunkene, ehemalige Polizeireporter Paul Winter sitzt in weiblicher Begleitung in Lores und Tommies Biergarten am Nachbartisch von Kain und Ehrlicher. Dieser spricht ihn unverblümt an, ob er mal mit einem gewissen Meister wegen überhöhter Mieten aneinandergeraten sei. Da Winter den Biergarten Hals über Kopf wegen eines Termins verlässt, muss die Antwort verschoben werden. Er läutet Sturm bei einem Dr. Hammerschmidt, wird von der Nachbarin vertröstet, dass der nicht zuhause sei, weiß aber, wo er den Wohnungsschlüssel zu suchen hat. Hammerschmidt liegt erstochen und erschlagen in S/M-Montur auf dem Bett. Als die Nachbarin hinter ihm erscheint, verlässt er fluchtartig den Tatort.
Ehrlicher geht mit Winters weiblicher Begleitung ins Kommissariat. Dort berichtet sie von anonymen Morddrohungen dem Reporter gegenüber. Sie stellt sich als Journalistin Eva Fischer vor. Nachdem Kain sie nach Hause gebracht hat, geht er in eine einschlägige Schwulenbar, die auch Hammerschmidt in Begleitung Winters aufgesucht hatte.
Am nächsten Tag bestätigt O. W. Meister, dass er Hammerschmidt als seinen Rechtsberater wegen dessen Neigungen entlassen musste, da er dadurch erpressbar wurde. Der Erpresser soll Paul Winter gewesen sein. In der Zeitungsredaktion stellt sich nicht nur heraus, dass Winter gefeuert ist, weil er eine Verleumdungsklage gegen Meister wegen dessen illegalen Waffenhandels laufen hat, sondern auch, dass es sich bei Eva Fischer um die Tochter von Otto Werner Meister handelt. Die bekommt ein Loyalitätsproblem, da Winter mittels Hammerschmidts Unterlagen herausgefunden hat, dass ihr Vater Chemische Waffen als Pflanzenschutzmittel getarnt in den Libanon liefert und dann im Westjordanland einsetzt. Sie stellt ihrem Vater ein 24-Stunden-Ultimatum, mit der Polizei zu kooperieren.
Da Paul Winter Eva Meister liebt, geht er in Meisters Büro und konfrontiert ihn mit seinem Wissen. Im Nebenbüro hören Dr. Stiegler und seine Schergen das Gespräch ab. Meister blockt. Unterdessen bringen sich die Komplizen von Dr. Stiegler in Position und erschießen Winter auf offener Straße mit einem gezielten Schuss ins Herz. Stiegler geht zu Meister und erklärt ihm, dass Winter liquidiert werden musste, da er die beiden Mörder im Treppenhaus des Tatortes gesehen hatte.
Eva ist enttäuscht von ihrem heuchlerischen Vater, der endlich einräumt, dass Franke und Stein die Mörder seien und ankündigt, gegenüber der Polizei reinen Tisch machen zu wollen. Aber Meister hat das Heft schon lange nicht mehr in der Hand. Stiegler hat ihn wieder abgehört, erschießt ihn und lässt es wie Selbstmord aussehen. Unterdessen haben Franke und Stein Eva entführt und fordern von ihr Hammerschmidts Dokumente. Nach Androhung von Folter führt sie Stein und Franke zum Dresdner Hauptbahnhof, wo sich in einem Schließfach tatsächlich die belastenden Unterlagen befinden. Im letzten Moment können Ehrlicher und Kain die beiden Mörder festsetzen.

## Rezeption

### Kritik
Die Kritiker der Fernsehzeitschrift TV Spielfilm zeigen mit dem Daumen nach oben und meinen: „Packender Stoff um die alten Seilschaften“.

### Einschaltquoten
Bei seiner Erstausstrahlung am 10. März 1996 wurde die Folge Wer nicht schweigt, muß sterben in Deutschland von 7,38 Millionen Zuschauern gesehen, was einem Marktanteil von 21,01 Prozent entsprach.